# Ptochophyle anosibe
Ptochophyle anosibe là một loài bướm đêm trong họ Geometridae.